# Pandanus forbesii
Pandanus forbesii är en enhjärtbladig växtart som beskrevs av Otto Warburg. Pandanus forbesii ingår i släktet Pandanus och familjen Pandanaceae.
Artens utbredningsområde är Sumatera. Inga underarter finns listade.